# Gambusia luma
Gambusia luma är en fiskart som beskrevs av Rosen och Bailey, 1963. Gambusia luma ingår i släktet Gambusia och familjen Poeciliidae. Inga underarter finns listade i Catalogue of Life.